# 马来西亚理工学院
马来西亚理工学院，或者称马来西亚工艺学院 是马来西亚国立的政府学院。政府为了降低学费而提供了津贴，所以此类学院的费用比一般的私立学院来得低。完成课程者，将根据就读的科系颁发大专文凭（Diploma）或者证书文凭。
相比其他政府的教育管道，此学院的入学资格较宽松，即使马来文成绩非优等也可申请。此类学院主要的目的是培训半专业和技术员工，以符合马来西亚政府与私人界在各领域的需求。
理工学院开办的课程通常为期3年，会计则为4年，并且使用马来语和英语为媒介语。理工学院课程的录取并没有采用固打制，以鼓励马来西亚华裔报考理工学院。

## 申请入学

### 申请资格
- 必须为马来西亚公民。
- 必须在大马高等教育文凭（SPM）中全科及格并考获至少一科优等（Kepujian，C等)。
- 可能根据不同的学校和课程，申请条件可能不一样。
- 最低入学资格[2]。

证书课程最低入学资格是大马高等教育文凭中马来语及格、数学优等及一科特定的科目及格，或者一科特定的科目（如科学、历史、高级数学）优等及数学及格。
文凭课程最低入学资格是SPM二等文凭，马来文、英文及格，外加三科特定的科目优等。

### 申请时间
申请时间通常在11月至12月，考了SPM或同等资格文凭之后，于大学中心单位（UPU）官方网站发布。
通常上，欲申请文凭课程的SPM与SKM资格毕业生，可在1月通过大学中心单位（提出申请，并在6月或7月入学。申请者必须需前往国民储蓄银行以15.60令吉购买“识别密码”（Nombor Unik ID），并凭此“识别密码”进入申请网站。如没被录取者，可通过大学中心单位再次上诉。

## 马来西亚理工学院列表
| 名称                                                                                                  | 缩写    | 成立时间 | 种类 | 位置                     | 链接                   |
| --- | ------- | -------- | ---- | ------------------------ | ---------------------- |
| 翁姑奥玛理工学院（Politeknik Ungku Omar） （页面存档备份，存于）                                      | PUO     | 1969     | 首要 | 霹靂怡保                 | （页面存档备份，存于） |
| 苏丹阿末沙理工学院（Politeknik Sultan Haji Ahmad Shah） （页面存档备份，存于）                        | POLISAS | 1976     | 普通 | 彭亨关丹                 | （页面存档备份，存于） |
| 苏丹阿都哈林理工学院（Politeknik Sultan Abdul Halim Muadzam Shah） （页面存档备份，存于）             | POLIMAS | 1984     | 普通 | 吉打日得拉达鲁阿曼镇     | （页面存档备份，存于） |
| 哥打峇鲁理工学院（Politeknik Kota Bharu） （页面存档备份，存于）                                      | PKB     | 1985     | 普通 | 吉兰丹格底里             | （页面存档备份，存于） |
| 古晋理科学院（Politeknik Kuching Sarawak） （页面存档备份，存于）                                     | PKS     | 1987     | 普通 | 砂拉越古晋               | （页面存档备份，存于） |
| 波德申理工学院（Politeknik Port Dickson） （页面存档备份，存于）                                      | PPD     | 1990     | 普通 | 森美蘭波德申西鲁沙       |                        |
| 亚庇理科学院（Politeknik Kota Kinabalu） （页面存档备份，存于）                                       | PKK     | 1996     | 普通 | 沙巴亚庇                 | （页面存档备份，存于） |
| 苏丹沙拉胡丁阿都阿兹沙理工学院（Politeknik Sultan Salahuddin Abdul Aziz Shah） （页面存档备份，存于） | PSA     | 1997     | 首要 | 雪蘭莪莎阿南             | （页面存档备份，存于） |
| 苏丹依布拉欣理工学院（Politeknik Ibrahim Sultan） （页面存档备份，存于）                              | PIS     | 1998     | 首要 | 柔佛巴西古当             | （页面存档备份，存于） |
| 威省理工学院（Politeknik Seberang Perai） （页面存档备份，存于）                                      | PSP     | 1998     | 普通 | 檳城峇东埔               | （页面存档备份，存于） |
| 马六甲理工学院（Politeknik Melaka） （页面存档备份，存于）                                            | PMK     | 1999     | 普通 | 马六甲马六甲市           | （页面存档备份，存于） |
| 瓜拉登嘉楼理工学院（Politeknik Kuala Terengganu） （页面存档备份，存于）                              | PKKT    | 1999     | 普通 | 登嘉樓瓜拉登嘉楼         | （页面存档备份，存于） |
| 苏丹米占再纳阿比丁理工学院（Politeknik Sultan Mizan Zainal Abidin） （页面存档备份，存于）            | PSMZA   | 2001     | 普通 | 登嘉樓龙运               | （页面存档备份，存于） |
| 万里茂理工学院（Politeknik Merlimau） （页面存档备份，存于）                                          | PMM     | 2002     | 普通 | 马六甲万里茂             |                        |
| 苏丹阿兹兰沙理工学院（Politeknik Sultan Azlan Shah） （页面存档备份，存于）                           | PSAS    | 2002     | 普通 | 霹靂美冷                 | （页面存档备份，存于） |
| 端姑苏丹娜峇希雅理工学院（Politeknik Tuanku Sultanah Bahiyah） （页面存档备份，存于）                 | PTSB    | 2002     | 普通 | 吉打居林                 |                        |
| 苏丹依德利斯沙理工学院（Politeknik Sultan Idris Shah） （页面存档备份，存于）                         | PSIS    | 2003     | 普通 | 雪蘭莪沙白安南县双溪侨华 | （页面存档备份，存于） |
| 端姑赛西拉祖丁理工学院（Politeknik Tuanku Syed Sirajuddin） （页面存档备份，存于）                    | PTSS    | 2003     | 普通 | 玻璃市乌鲁新路           | （页面存档备份，存于） |
| 姆阿占沙理工学院（Politeknik Muadzam Shah） （页面存档备份，存于）                                    | PMS     | 2003     | 普通 | 彭亨姆阿占沙             | （页面存档备份，存于） |
| 沐胶理工学院（Politeknik Mukah Sarawak） （页面存档备份，存于）                                       | PMU     | 2004     | 普通 | 砂拉越沐胶               | （页面存档备份，存于） |
| 浮罗山背理工学院（Politeknik Balik Pulau） （页面存档备份，存于）                                     | PBU     | 2007     | 普通 | 檳城浮罗山背             | （页面存档备份，存于） |
| 日里理工学院（Politeknik Jeli） （页面存档备份，存于）                                                | PJK     | 2007     | 普通 | 吉兰丹日里县             | （页面存档备份，存于） |
| 汝来理工学院（Politeknik Nilai） （页面存档备份，存于）                                               | PNS     | 2007     | 普通 | 森美蘭汝来               | （页面存档备份，存于） |
| 万津理工学院（Politeknik Banting） （页面存档备份，存于）                                             | PBS     | 2007     | 普通 | 雪蘭莪万津               | （页面存档备份，存于） |
| 丰盛港理工学院（Politeknik Mersing） （页面存档备份，存于）                                           | PMJ     | 2008     | 普通 | 柔佛丰盛港               |                        |
| 乌鲁登嘉楼理工学院（Politeknik Hulu Terengganu） （页面存档备份，存于）                               | PHT     | 2008     | 普通 | 登嘉樓瓜拉伯浪           | （页面存档备份，存于） |
| 山打根理工学院（Politeknik Sandakan） （页面存档备份，存于）                                          | PSS     | 2009     | 普通 | 沙巴山打根               | （页面存档备份，存于） |
| 吉隆坡都会理工学院（Politeknik METrO Kuala Lumpur） （页面存档备份，存于）                            | PMKL    | 2011     | 都会 | 吉隆坡斯迪亚旺沙         |                        |
| 关丹都会理工学院（Politeknik METrO Kuantan） （页面存档备份，存于）                                   | PMKU    | 2011     | 都会 | 彭亨关丹                 | （页面存档备份，存于） |
| 新山都会理工学院（Politeknik METrO Johor Bahru） （页面存档备份，存于）                               | PMJB    | 2011     | 都会 | 柔佛新山                 |                        |
| 木中都会理工学院（Politeknik METrO Betong） （页面存档备份，存于）                                    | PMBS    | 2012     | 都会 | 砂拉越木中               |                        |
| 打昔汝莪都会理工学院（Politeknik METrO Tasek Gelugor） （页面存档备份，存于）                         | PMTG    | 2012     | 都会 | 檳城打昔汝莪             | （页面存档备份，存于） |
| 敦赛纳西尔赛依斯迈理工学院（Politeknik Tun Syed Nasir Syed Ismail） （页面存档备份，存于）            | PTSN    | 2013     | 普通 | 柔佛麻坡巴莪             | （页面存档备份，存于） |

## 课程
课程大概拥有10种类别的科系，其中有：
- 电脑与资讯：资讯工艺、电脑科学、软件与硬件
- 建筑：设施管理、材料估测、建筑绘图/绘测学、城市与区域规划、建筑工艺/技术
- 工程：土木工程、电机工程、电子工程、机械工程、电子机械工程、汽车工程、材料工程、飞机维修工程、环境工程、海洋/船舶工程、制造工程、石油/能源工程、电机与电子工程
- 生命科学：生物科技、食品工艺
- 设计与艺术：平面/视觉设计、多媒体设计、工业/产品设计、服装设计/裁缝
- 大众传播：电视/电影学
- 商学：工商管理、市场行销、物流/供应链管理、创业学、电子商务、零售管理、秘书课程
- 财经：银行/金融学、国际商务/贸易、会计、风险管理与保险
- 农林渔牧：农科、木料工艺、渔业/水产养殖
- 旅游礼待与餐饮：旅游管理、酒店管理、餐饮管理、活动策划

- 登记费：由各学院决定，约 RM600。[6]

各别学院的课程和费用都有出入，以各别学校的网站为主。